# Odette Annable
Odette Annable, voorheen Odette Yustman (Los Angeles, 10 mei 1985), is een Amerikaans actrice. Ze verscheen voor het eerst in een film als kleuter Rosa in Kindergarten Cop (1990). Na wat figuratie en bijrollenwerk, kreeg ze als volwassene voor het eerst een omvangrijke filmrol in de nep-documentaire/monsterproductie Cloverfield (2008), als Beth.
Annable verschijnt behalve in films ook in televisieseries. Zo speelde ze in zes afleveringen van het kortlopende South Beach (2006) en in negentien afleveringen van het wat beter ontvangen October Road (2007-2008). Annable is de dochter van de van oorsprong Colombiaanse Victor en Cubaanse Lydia Yustman en groeide op in een latino-huishouden. Daardoor spreekt ze behalve Engels tevens vloeiend Spaans.
In 2009 speelde Annable ook in een videoclip van de Amerikaanse rockband Weezer, behorend bij het nummer (If You're Wondering If I Want You To) I Want You To.
Op 10 oktober 2010 huwde Annable met Brothers & Sisters-collega Dave Annable, wiens achternaam ze ook aannam. Voor haar huwelijk gebruikte ze de naam Odette Yustman, ook professioneel.

## Filmografie
Exclusief televisiefilms
- The Truth About Lies (2017)
- Beverly Hills Chihuahua 3: Viva La Fiesta! (2012, stem)
- The Double (2011)
- Beverly Hills Chihuahua 2 (2011, stem)
- And Soon the Darkness (2010)
- You Again (2010)
- Group Sex (2010)
- Rogues Gallery (2010)
- The Unborn (2009)
- Cloverfield (2008)
- Walk Hard: The Dewey Cox Story (2007)
- Transformers (2007)
- The Holiday (2006)
- Dear God (1996)
- Kindergarten Cop (1990)

## Televisieseries
Exclusief eenmalige gastrollen

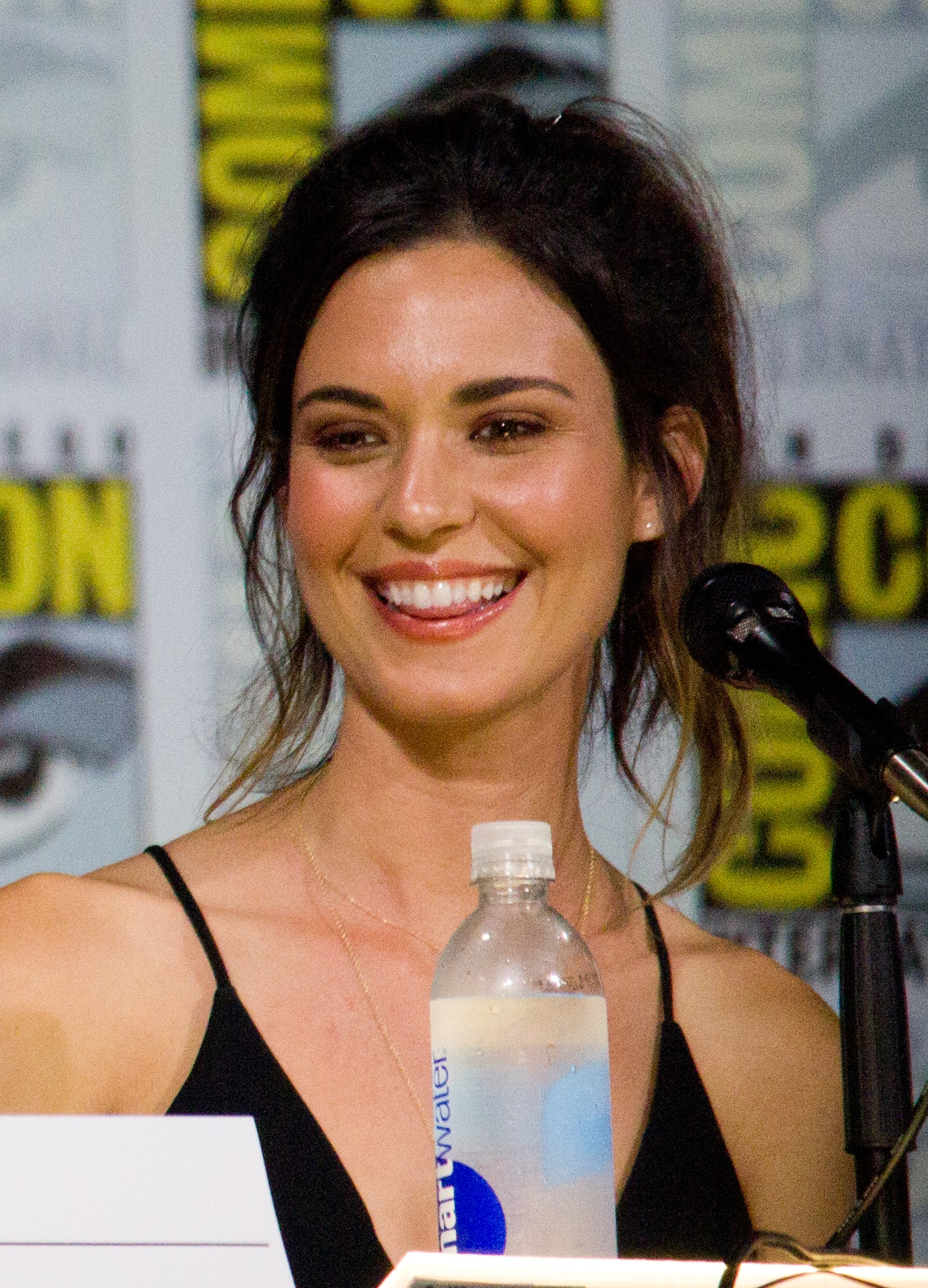
Yustman in Juli 2017.

- Supergirl - Samantha Arias (2017-2018)
- Pure Genius - Zoe Brockett (2016-2017, dertien afleveringen)
- The Grinder - Devin Stutz (2015-2016, drie afleveringen)
- The Astronaut Wives Club - Trudy Cooper (2015, tien afleveringen)
- Banshee - Nola Longshadow (2013-2015, elf afleveringen)
- Rush - Sarah Peterson (2014, vijf afleveringen)
- Two and a Half Men - Nicole (2014, drie afleveringen)
- Golden Boy - Kat O'Connor (2013, twee afleveringen)
- Breaking In - Melanie Garcia (2011-2012, dertien afleveringen)
- House - Jessica Adams (2010-2011, 21 afleveringen)
- Brothers & Sisters - Annie (2010-2011, vijf afleveringen)
- October Road - Aubrey (2007-2008, negentien afleveringen)
- South Beach - Arielle Casta (2006, acht afleveringen)